# Chad Ginsburg
Chad Ginsburg, född 24 april 1972 i New Hope, Pennsylvania, är en amerikansk musiker, känd som gitarrist i det amerikanska bandet CKY. Han spelade även bas på deras album An Answer Can Be Found från 2005. Han Har tidigare spelat i bandet Rudy + Blitz som han i början av 1990-talet bildade tillsammans med Dante Cimino.
Heter egentligen Chad I. Ginsburg. Bokstaven "I" är dock ingen förkortning av något namn. Hans pappa gav honom initialen för att den skulle representera "individual" och andra viktiga ord som börjar på i.